# Hütte Kernbach

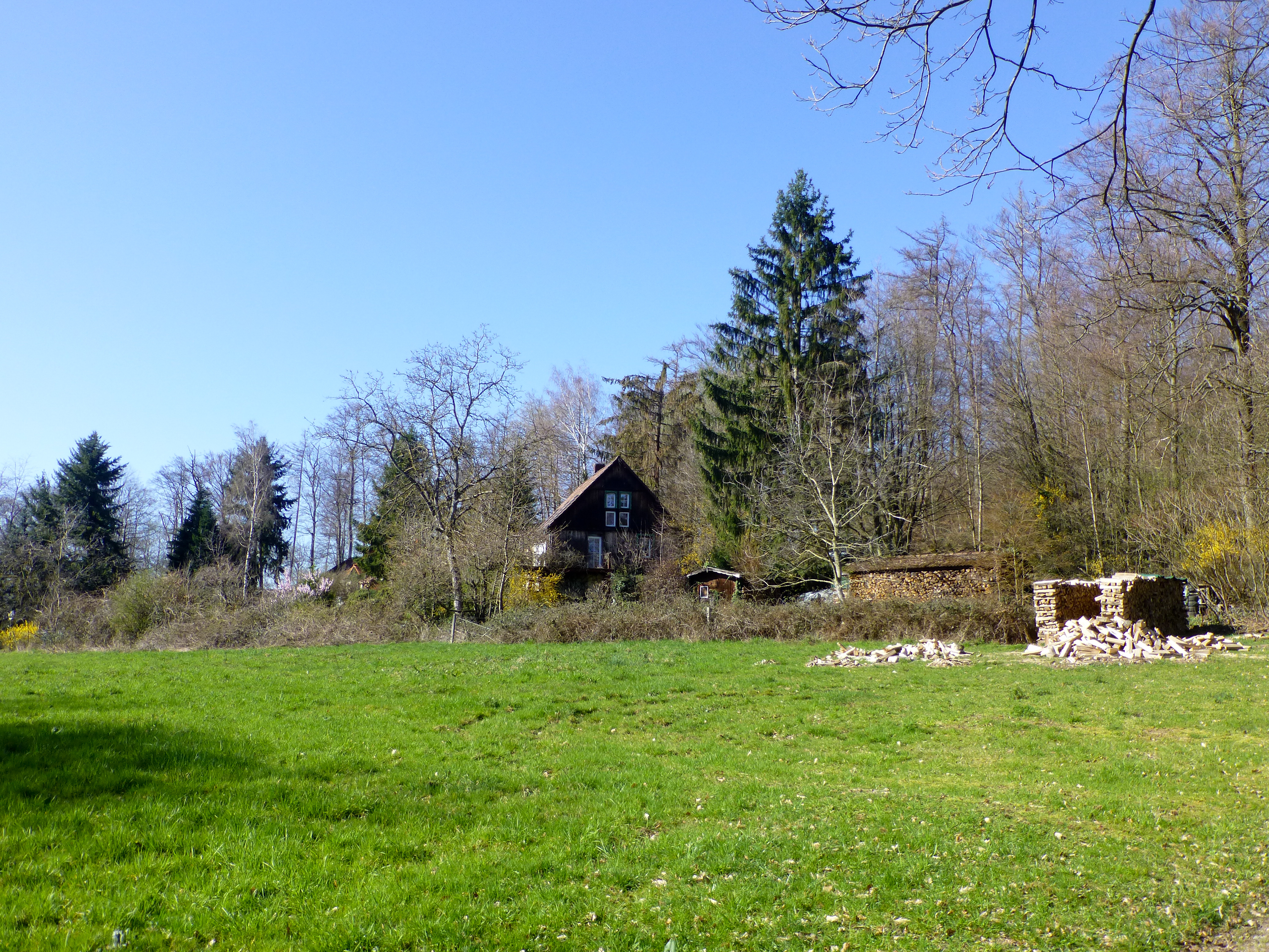
Hütte Kernbach südwestlich von Lichtenberg

Hütte Kernbach (auch Hütten Kernbach oder Kernbacher Hütten, auch „Försterei Kernbachshütte“) ist ein Weiler in der Gemarkung Lichtenberg, einem Ortsteil von Fischbachtal im südhessischen Landkreis Darmstadt-Dieburg.

## Geografische Lage
Die Hütte Kernbach liegt an einer Lichtung mitten im Wald, in der Nähe der Heuneburg am Südwesthang des Berges Altscheuer über dem Tal des Fischbachs im vorderen Odenwald.
Der Name „Kernbach“ entstammt dem althochdeutschen Wort „Quirnbuoch“ und bedeutet nach heutiger Auffassung so viel wie „Buchenwald“.

## Geschichte
Die Entstehung der „Hütten Kernbach“ steht wohl in Zusammenhang mit dem Schloss Lichtenberg im 16. Jahrhundert. Einstmals war hier die Behausung und Arbeitsstätte für Köhler und Waldarbeiter. Zeuge hiervon ist noch eine alte, aufgelassene, Köhlerplatte unterhalb der Kernbacher Hütten. Auch im näheren Waldumfeld finden sich noch derartige Spuren. Die hier ansässigen Köhler waren wohl wichtig für die Versorgung des Schlosses mit Holzkohle.
Von 1907 bis 1965 bestand die Gaststätte „Kernbachhütte“. Dieses beliebte Ausflugs- bzw. Wanderziel stand wohl in engem Zusammenhang mit der Schellhaas’chen Hotellerie in Lichtenberg. Heute besteht die Hütte Kernbach aus zwei Anwesen, die nach wie vor im Wald zu finden sind und als normale Wohnhäuser dienen.
Territorialgeschichte und Verwaltung siehe Lichtenberg.